# Ivan Paleolog (sin Andronika II.)
Ivan Paleolog (Ἱωάννης Παλαιολόγος) bio je bizantski princ. Bio je sin cara Andronika II. Paleologa i njegove druge žene Irene te polubrat princa Konstantina i brat srpske kraljice Simonide Nemanjić.
Postao je despot 22. svibnja 1295. godine te je oženio Irenu Paleolog Choumnainu, kćer Nikefora Choumnosa. Vjenčali su se 1303. Nisu imali djece.
Ivan je bio guverner Soluna te je donirao novac samostanu Hodegetria.
Umro je u Solunu 1307.
1321. godine njegovo je truplo premješteno u Carigrad i pokopano je u samostanu Krista Svevladara.